# Meridiano 102 oeste
El meridiano 102 oeste de Greenwich es una línea de longitud que se extiende desde el Polo Norte atravesando el Océano Ártico, América del Norte, el Océano Pacífico, el Océano Antártico y la Antártida hasta el Polo Sur.
El meridiano 102 oeste forma un gran círculo con el meridiano 78 este.
Comenzando en el Polo Norte y dirigiéndose hacia el Polo Sur, el meridiano 102 oeste pasa a través de:
| Coordenadas                         | País, territorio o mar | Notas |
| ----------------------------------- | ---------------------- | --- |
| 90°0′N 102°0′O / 90.000, -102.000   | Océano Ártico          | |
| 79°30′N 102°0′O / 79.500, -102.000  | Canal de Peary         | |
| 79°5′N 102°0′O / 79.083, -102.000   | Canadá                 | Nunavut - Isla Ellef Ringnes |
| 78°17′N 102°0′O / 78.283, -102.000  | Danish Strait          | |
| 77°53′N 102°0′O / 77.883, -102.000  | Canadá                 | Nunavut - King Christian Island |
| 77°41′N 102°0′O / 77.683, -102.000  | Sin nombre             | Pasa justo al oeste de Helena Island, Nunavut, Canadá                                                                                  |
| 76°25′N 102°0′O / 76.417, -102.000  | Canadá                 | Nunavut - Bathurst Island |
| 76°13′N 102°0′O / 76.217, -102.000  | Erskine Inlet          | |
| 75°58′N 102°0′O / 75.967, -102.000  | Canadá                 | Nunavut - Alexander Island y Bathurst Island                                                                                           |
| 75°33′N 102°0′O / 75.550, -102.000  | Canal de Parry         | Viscount Melville Sound |
| 73°4′N 102°0′O / 73.067, -102.000   | Canadá                 | Nunavut - Prince of Wales Island |
| 72°30′N 102°0′O / 72.500, -102.000  | Canal M'Clintock       | |
| 70°18′N 102°0′O / 70.300, -102.000  | Canadá                 | Nunavut - Isla Victoria |
| 69°51′N 102°0′O / 69.850, -102.000  | Albert Edward Bay      | |
| 69°28′N 102°0′O / 69.467, -102.000  | Canadá                 | Nunavut - Isla Victoria |
| 68°59′N 102°0′O / 68.983, -102.000  | Golfo de la Reina Maud | |
| 68°50′N 102°0′O / 68.833, -102.000  | Canadá                 | Nunavut - Jenny Lind Island |
| 68°37′N 102°0′O / 68.617, -102.000  | Golfo de la Reina Maud | |
| 67°45′N 102°0′O / 67.750, -102.000  | Canadá                 | Nunavut Territorios del Noroeste / Nunavut border Manitoba - running about 400m east of, and parallel to, the border with Saskatchewan |
| 49°0′N 102°0′O / 49.000, -102.000   | Estados Unidos         | Dakota del Norte Dakota del Sur Nebraska Kansas Oklahoma Texas                                                                         |
| 29°48′N 102°0′O / 29.800, -102.000  | México                 | Coahuila San Luis Potosí Zacatecas Aguascalientes Jalisco Guanajuato Michoacán Guerrero                                                |
| 17°58′N 102°0′O / 17.967, -102.000  | Océano Pacífico        | |
| 60°0′S 102°0′O / -60.000, -102.000  | Océano Antártico       | |
| 71°58′S 102°0′O / -71.967, -102.000 | Antártida              | Territorio no reclamado |